# توماس إتش. فورد
توماس إتش. فورد هو محامي وسياسي أمريكي، ولد في 23 أغسطس 1814 في مقاطعة روكنغهام في الولايات المتحدة، وتوفي في 29 فبراير 1868 في واشنطن العاصمة في الولايات المتحدة. نشط حزبياً في الحزب الجمهوري. وقد انتخب نائب حاكم ولاية أوهايو ‏.